# Herman Andersen
Herman Viktor Gunder Andersen, född 22 december 1904 i Århus, död 10 augusti 1955 i Århus, var en dansk brottare som tävlade i grekisk-romersk stil.

## Karriär
Andersen tävlade för Danmark vid olympiska sommarspelen 1924 i Paris, där han slutade på 17:e plats i bantamvikt. Vid olympiska sommarspelen 1928 i Amsterdam slutade Andersen på sjunde plats i bantamvikt. 
Han blev dansk mästare sju gånger (1924, 1925, 1926, 1927, 1928, 1929 och 1930).

## Resultat

### Olympiska sommarspelen 1924
| Gren                             | Första omgången              | Andra omgången               | Placering |
| -------------------------------- | ---------------------------- | ---------------------------- | --------- |
| Bantamvikt, grekisk-romersk stil | Henri Dierickx (BEL) Förlust | Sven Martinsen (NOR) Förlust | 17        |

### Olympiska sommarspelen 1928
| Gren                             | Första omgången              | Andra omgången                | Tredje omgången           | Fjärde omgången              | Placering |
| -------------------------------- | ---------------------------- | ----------------------------- | ------------------------- | ---------------------------- | --------- |
| Bantamvikt, grekisk-romersk stil | Jindřich Maudr (TCH) Förlust | Burhan Conkeroğlu (TUR) Vinst | Eduard Pütsep (EST) Vinst | Oscar Lindelöf (SWE) Förlust | 7         |